# Szekula Jenő
Szekula Jenő (Kúla, 1880. december 29. – Budapest, 1970. január 19.) író.

## Életútja
A budapesti tudományegyetemen szerzett jogi diplomát. Dolgozott a Budapesti Hírlapnál, ahol tárcái és novellái jelentek meg. 1914-ben bevonult katonának, 1916-ban súlyosan megsebesült. Szerkesztője volt a Belgrádi Hírek című katonai lapnak. A Tanácsköztársaság idején sajtóelőadó volt a forradalmi kormányzótanács elnöki osztályán. Szórakoztató regényei igen népszerűek voltak, műveiben megjelentek szülőföldi és háborús élményei is. A Farkasréti temetőben helyezték örök nyugalomra.

## Művei
- Novemberi éjszakák. Budapest, 1901. (Költemények. Ism. Vasárnapi Ujság 13. sz.)
- A fekete báró (regény, Budapest, Athenaeum, [1918])
- Dr. Pokol (Budapest, Athenaeum, 1919)
- A vörös Ezékiel (regény, Budapest, Érdekes Újság, [1920])
- Ezüst álarc (Budapest, Érdekes Újság, [1920])
- A zombori százszorszép kisassszony (Budapest, Magyarság, 1922)
- Akvinkum (regény, Debrecen, Hegedűs - Sándor Ny., 1922)
- A szerelem égő palástja (regény, Budapest, Tolnai, [1924])
- Rudolf királyfi szerelme és halála (történelmi regény, Budapest, Hazai Hírlapkiadó, [1925])
- A négykezűek (regény, Budapest, Légrády, [1926])
- A faltörő kos (regény, Budapest, Légrády, 1926)
- A római nő és a rabszolga (regény, Budapest, Tolnai, 1927)
- A szamárfej (regény, Tolnai, Budapest, [1927])
- Kóbor rémek (regény, Budapest, Tolnai, [1927])
- A szerencsecsillag (regény, Budapest, Magyarság, 1928)
- Éden a pokol fölött (regény, Budapest, Légrády, [1928])
- Róma szörnyetege: Néró császár regénye (Tolnai, Budapest, [1929])
- Királyné a vérpadon: Mária Antoinette tragikus élete: regényes életrajz (Tolnai, Budapest, [1929])
- Négy asszony bolondja (regény, Budapest, Légrády, [1929])
- A hét kun (regény, Budapest, [Légrády], [1930])
- Ősemberek (regény, Tolnai, Budapest, [1930])
- Bolondvár (regény, Tolnai, Budapest, [1930])
- Tigrisfülek (regény, Budapest, [Légrády], [1931])
- A tűzhenger (regény, Budapest, [Légrády], [1931])
- Az elszabadult lélek (regény, Székesfehérvár, Pannonia, [1933])
- Féltékenység (regény, Budapest, Centrum, 1938)